# Niccolò Paganini
Niccolò Paganini (Gênova, 27 de outubro de 1782 – Nice, 27 de maio de 1840) foi um compositor, guitarrista e violinista italiano. É considerado o maior violinista da história, e um dos mais importantes expoentes da música do romantismo.
Continuador da escola italiana de violino de Pietro Locatelli, Gaetano Pugnani e Giovanni Battista Viotti, Paganini é considerado um dos maiores violinistas de todos os tempos, tanto pelo domínio do instrumento quanto pelas inovações feitas em particular ao staccato e pizzicato. Dotado de uma técnica extraordinária, suas composições eram consideradas impossíveis de serem tocadas por outros violinistas (ele tinha dedos excepcionalmente longos e era capaz de tocar três oitavas em quatro cordas em uma mão, um feito extraordinário mesmo para os padrões de hoje). Sua habilidade aparentemente não natural pode ter sido resultado da Síndrome de Marfan. Era muito rápido, dava saltos melódicos de várias oitavas, executava passos longos com acordes que cobriam as quatro cordas, alternava rapidamente as notas tocadas com o arco e dedilhava as notas com a mão esquerda. Ele também executou harmônicos artificiais misteriosos e assustadores. Cada técnica era exagerada e suas violentas performances quase sempre terminavam com o rompimento voluntário e progressivo das cordas e a conclusão do concerto na única corda sobrevivente, a de G.
Por ter revolucionado a arte de tocar violino, deixou a sua marca como um dos pilares da moderna técnica deste instrumento. O seu "Caprice No. 24" está entre suas composições mais conhecidas e serve de inspiração para outros proeminentes artistas como Johannes Brahms e Sergei Rachmaninoff. Mas suas contribuições vão além do violino, já que compôs peças famosas para bandolim, violão, viola e fagote. Destacam-se seus duetos para violino e violão e suas composições para quarteto de cordas.
Ainda hoje, sua figura é cercada de lendas relacionadas ao seu prodigioso gênio (algumas também alimentado pelo ambiente do romantismo do século XIX) e ao suposto "pacto com o diabo" assinado por ele para obter a fama e habilidades necessárias para tocar violino, contribuindo, assim, para mitificar sua figura.

## Biografia

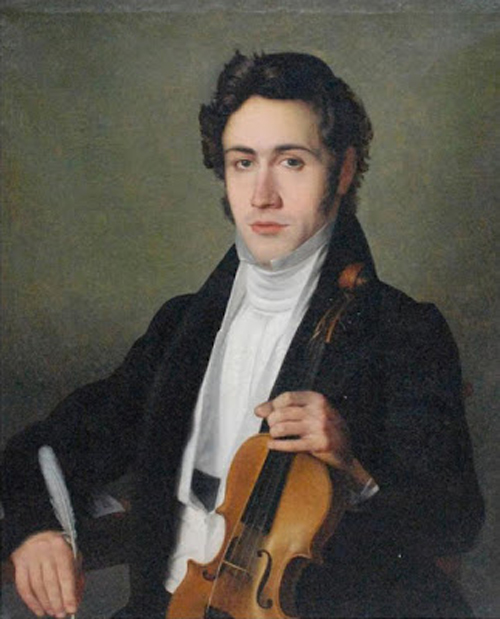
Niccolò Paganini em sua juventude

### Infância
Quando criança, era constantemente obrigado pelo próprio pai, Antonio Paganini, a estudar violino por horas a fio sob ameaça de castigos severos. Aos sete anos, começou a aprender o violino com violinistas locais, como Giovanni Servetto e Giacomo Costa. No entanto, o progresso de Paganini foi rápido e suas habilidades logo ultrapassaram as de seus professores. Quando tinha nove anos de idade, Paganini foi para Parma a fim de estudar com o famoso violinista Alessandro Rolla. E, após ter executado o mais recente concerto de Rolla à primeira vista, o velho mestre aconselhou-o a continuar os seus estudos em composição: "Nada tenho a lhe ensinar, meu menino. Vá e procure Ferdinando Paër".

#### Carreira

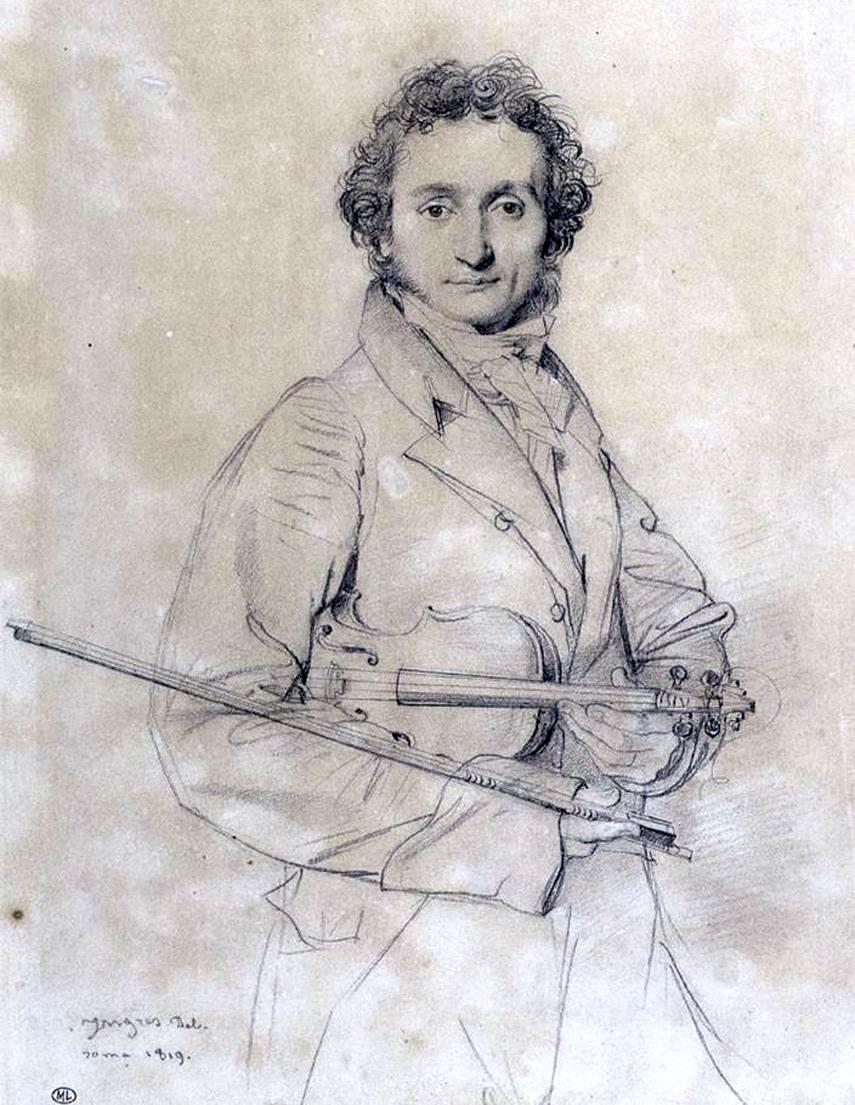
Paganini, por Jean-Auguste Dominique Ingres, 1819

Em seus primeiros concertos públicos, Niccolò Paganini rapidamente foi considerado uma criança prodígio. Após libertar-se da custodia de seu pai, começou carreira como virtuoso do violino em toda a Itália. Ele também ficou famoso por seu estilo da vida rebelde, frequentemente gastando todo o seu dinheiro em jogos e diversões noturnas. Durante os anos de 1800 a 1805, ele desapareceu completamente da vida pública.

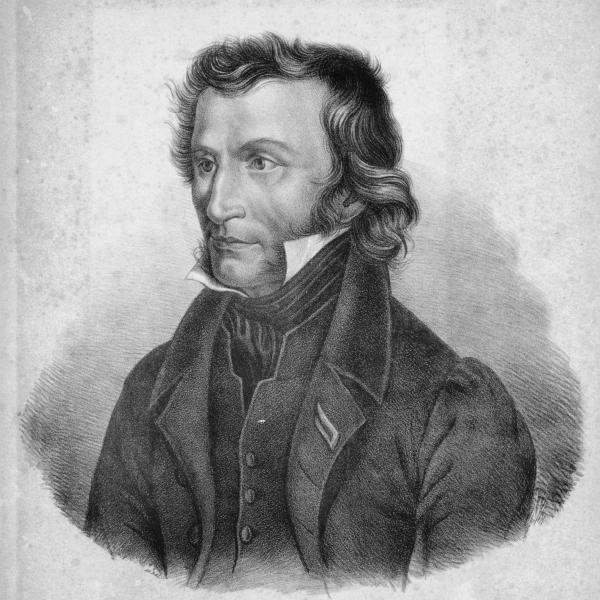
Niccolò Paganini

Embora no início de sua vida profissional Paganini tenha dado seus concertos apenas na Itália, sua fama como violinista-virtuoso logo se espalhou por toda a Europa.
Em 1822, foi diagnosticado com sífilis e tratado com medicamentos contendo mercúrio e ópio, o que lhe gerou graves consequências físicas e psicológicas.
Somente em 1828 ele saiu da Itália para uma turnê de concertos no exterior. Apresentou-se na Áustria, Alemanha e França, entre outros países, sempre com grande sucesso. Chopin, Schubert e Schumann estavam na plateia de alguns desses concertos e parecem ter ficado maravilhados com sua execução ao violino.
É desnecessário dizer que a maioria das obras de Paganini foram escritas para violino. No entanto, ele também compôs diversas obras para violino e orquestra. O violinista compôs apenas cinco verdadeiros concertos para violino, sendo que o primeiro Concerto pode provavelmente ser datado de 1817. Em todas as apreciações, cartas e outras fontes contemporâneas, há testemunhos de como as plateias e os críticos reagiram à execução deste "violinista diabólico". E mesmo agora - mais de um século e meio após sua morte - ele ainda é considerado um exemplo clássico da execução "virtuosística" ao violino.
O estilo de vida de Niccolò Paganini e sua aparência mefistofélica deram origem a histórias de que seu virtuosismo era devido a um pacto com o Demônio. No entanto, é mais provável que ele fosse portador de uma doença chamada Síndrome de Marfan, cujos sintomas típicos incluem dedos particularmente compridos e magros.

### 1834-1840

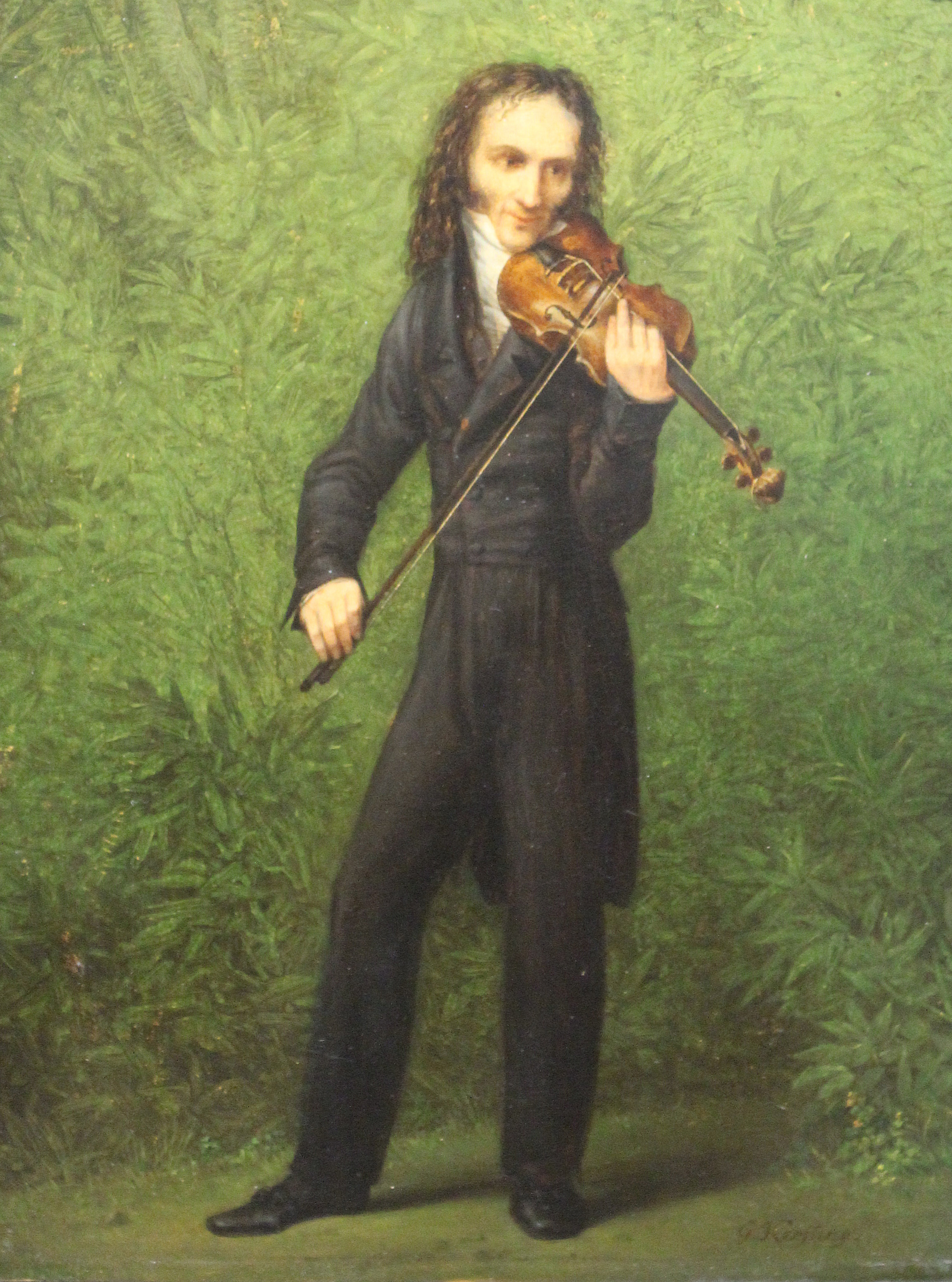
Niccolò Paganini, por Georg Friedrich Kersting, 1830

Em 1834, Paganini recebeu tratamento para a tuberculose em Paris. No mesmo ano, em setembro, ele encerrou sua carreira de concertista e retornou à sua cidade natal, Gênova.
Em 1835, viajou para Parma a fim de organizar a orquestra da corte, a pedido da arquiduquesa austríaca Maria Luísa. Na ocasião, ele se desentendeu com os instrumentistas e não conseguiu cumprir seu objetivo.
De volta a Paris, em 1836, ele fundou um cassino chamado "Cassino Paganini". Após pouco tempo de funcionamento, as despesas e o fracasso do novo negócio deixaram Paganini com vários problemas financeiros, fazendo-o perder boa parte de sua fortuna. Esse episódio lhe causou muita tristeza e agravou sua doença. Para recuperar o dinheiro perdido, ele leiloou seus pertences pessoais, incluindo seus violinos e outros instrumentos musicais.
Seus últimos anos foram passados em Nice. Muito doente, sem conseguir falar e com uma tosse incessante, Paganini morreu de hemorragia interna, no dia 27 de maio de 1840, aos 57 anos. Seu corpo está enterrado no Cimitero della Villetta, Parma, Itália.
Na história dos intérpretes do violino, os pontos de referência mais importantes podem ser encontrados a partir do século XVII. Por um lado, isso é coerente com a origem do que hoje em dia é considerado um "verdadeiro" violino e, por outro, com o desenvolvimento da legítima música instrumental, na qual a virtuosidade se tornou um elemento cada vez mais importante.
Ainda que, em séculos anteriores, diversos instrumentos de cordas tivessem sido conhecidos - tais como o árabe redab e o violino medieval -, o violino com quatro cordas não se transformou em padrão antes que o estilo barroco viesse a surgir na Itália. O novo idioma favoreceu o florescimento do estilo instrumental concertante: antes, as obras instrumentais eram baseadas principalmente nos modelos vocais e o verdadeiro estilo virtuoso de execução surgiu durante o período em que o princípio concertante se tornava cada vez mais importante. Os compositores mais importantes para o instrumento no século XVII e na primeira parte do século XVIII foram italianos, tais como Marini, Corelli, Vivaldi e Tartini. Só gradualmente é que outros países começaram a desempenhar algum papel, por exemplo, com Leopold Mozart (pai de Wolfgang Amadeus Mozart) que foi não somente um músico talentoso como também publicou um dos mais influentes métodos, na época, para a execução do instrumento.
Tão esquecido quanto possa estar Viotti em nossos dias, assim também é Niccolò Paganini. Sendo um dos primeiros instrumentistas do romantismo musical, Paganini mostrou a pianistas do quilate de Franz Liszt uma nova forma de tocar, explorando a técnica e a virtuosidade de um instrumento. Considerado por muitos o melhor violinista de todos os tempos.

## Estilo de tocar

### Instrumentos

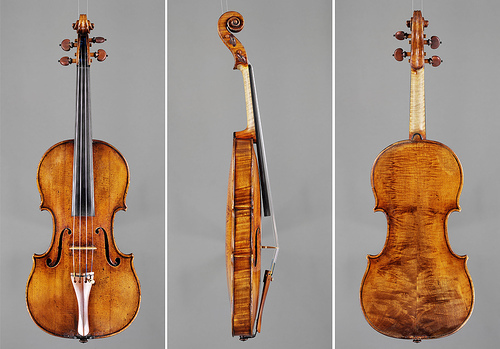
Hubay 1726 Stradivari

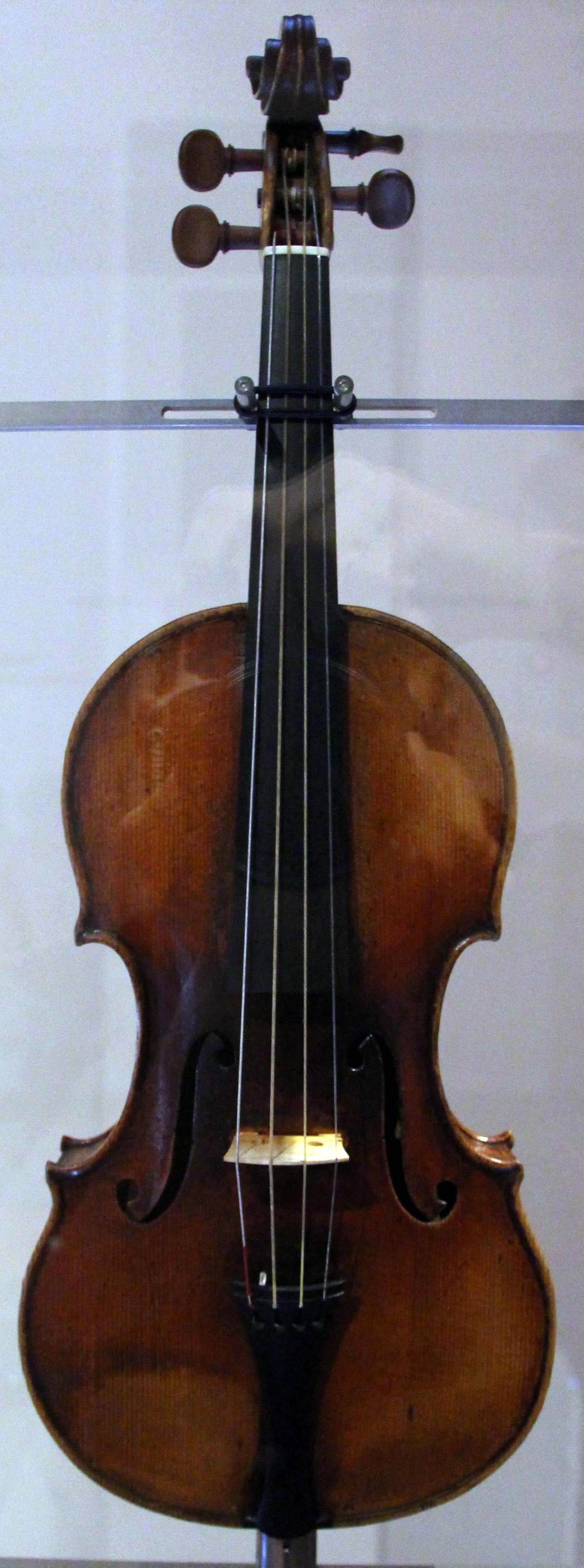
Il Cannone Guarnerius em exposição no "Palazzo Doria-Tursi" em Génova, Itália

Paganini estava de posse de vários instrumentos de cordas finos. Mais lendárias do que essas foram as circunstâncias em que ele obteve (e perdeu) alguns deles. Enquanto Paganini ainda era adolescente em Livorno, um rico empresário chamado Livron emprestou-lhe um violino, feito pelo mestre luthier Giuseppe Guarneri, para um concerto. Livron ficou tão impressionado com a forma de tocar de Paganini que se recusou a voltar atrás. Este violino em particular veio a ser conhecido como Il Cannone Guarnerius ("O Canhão de Guarnieri") por causa de sua voz e ressonância poderosas. Em uma ocasião posterior em Parma, ele ganhou outro violino valioso (também de Guarneri) após um difícil desafio de leitura à primeira vista de um homem chamado Pasini.
Outros instrumentos associados ao Paganini incluem o Antonio Amati 1600, o Nicolò Amati 1657, o Paganini-Desaint 1680 Stradivari, o Guarneri-filius Andrea 1706, o Le Brun 1712 Stradivari, o Vuillaume c. 1720 Bergonzi, o Hubay 1726 Stradivari e o Comte Cozio di Salabue 1727 violinos; a Condessa de Flandres 1582 da Salò-di Bertolotti, e as violas Mendelssohn 1731 Stradivari; o Piatti 1700 Goffriller, o Stanlein 1707 Stradivari e os violoncelos Ladenburg 1736 Stradivari; e o Grobert de Mirecourt 1820 (guitarra). Quatro desses instrumentos foram tocados pelo "Tokyo String Quartet".
De suas guitarras, há pouca evidência restante de suas várias escolhas de instrumento. A guitarra acima mencionada que ele deu a Berlioz é um instrumento francês feito por um Grobert de Mirecourt. O luthier fez seu instrumento no estilo de René Lacôte, um violonista mais conhecido de Paris. Está preservado e exposto no Musée de la Musique em Paris.
Das guitarras que possuía ao longo de sua vida, havia um instrumento de Gennaro Fabricatore que ele se recusou a vender mesmo em seus períodos de estresse financeiro, e estava entre os instrumentos em sua posse no momento de sua morte. Há um boato infundado de que ele também tocava guitarras Stauffer; ele pode certamente ter encontrado isso em seus encontros com Giuliani em Viena.

## Obras

### Lista de Composições

#### 24 Capriccios, para violino solo, Op. 1
1. No. 1 em Mi maior (O Arpeggio)
2. No. 2 em Si menor
3. No. 3 em Mi menor (La Campanella)
4. No. 4 em Dó menor
5. No. 5 em Lá menor
6. No. 6 em Sol menor (O Trinado)
7. No. 7 em Lá menor
8. No. 8 em Mi bemol maior
9. No. 9 em Mi maior (A Caça)
10. No. 10 em Sol menor
11. No. 11 em Dó maior
12. No. 12 em Lá bemol maior
13. No. 13 em Si bemol maior (Riso do Diabo)
14. No. 14 em Mi bemol maior
15. No. 15 em Mi menor
16. No. 16 em Sol menor
17. No. 17 em Mi bemol maior
18. No. 18 em Dó maior
19. No. 19 em Mi bemol maior
20. No. 20 em Ré maior
21. No. 21 em Lá maior
22. No. 22 em Fá maior
23. No. 23 em Mi bemol maior
24. No. 24 em Lá menor (Tema com variações)

#### 6 Sonatas, para violino e violão, Ops. 2 e 3
1. Op. 2, No. 1 em Lá maior
2. Op. 2, No. 2 em Dó maior
3. Op. 2, No. 3 em Ré menor
4. Op. 2, No. 4 em Lá maior
5. Op. 2, No. 5 em Ré maior
6. Op. 2, No. 6 em Lá menor
7. Op. 3, No. 1 em Lá maior
8. Op. 3, No. 2 em Sol maior
9. Op. 3, No. 3 em Ré maior
10. Op. 3, No. 4 em Lá menor
11. Op. 3, No. 5 em Lá maior
12. Op. 3, No. 6 em Mi menor

#### 12 Quartetos para Violino, Violão, Viola e Violoncelo, Op. 4
1. No. 1 em Lá menor
2. No. 2 em Dó maior
3. No. 3 em Lá maior
4. No. 4 em Ré maior
5. No. 5 em Dó maior
6. No. 6 em Ré maior
7. No. 7 em Mi maior
8. No. 8 em Lá maior
9. No. 9 em Ré maior
10. No. 10 em Lá maior
11. No. 11 em Si maior
12. No. 12 em Lá menor
13. No. 13 em Fá menor
14. No. 14 em Lá maior
15. No. 15 em Lá menor

#### Concertos para violino
1. Concerto para violino No. 1 em Ré maior, Op. 6 (1817)
2. Concerto para violino No. 2 em Si menor, Op. 7 (1826) (La Campanella, 'O pequeno sino')
3. Concerto para violino No. 3 em Mi maior (1830)
4. Concerto para violino No. 4 em Ré menor (1830)
5. Concerto para violino No. 5 em Lá menor (1830)
6. Concerto para violino No. 6 em Mi menor (1815?)

#### Outras Obras
1. Le Streghe, Op. 8
2. Carnevale di Venezia, Op. 10
3. Moto Perpetuo em Dó maior, Op. 11
4. Non più Mesta, Op. 12
5. I Palpiti, Op. 13
6. 60 Variações sobre Barucaba para violino e violão, Op. 14
7. Cantabile em Ré maior, Op. 17
8. 18 Centone di Sonate, para violino e violão

#### Obras Arranjadas
1. Introdução, tema e variações de 'La bella molinara' de Paisiello (Nel cor più non mi sento) em Sol maior
2. Introdução e variações sobre um tema da 'Cenerentola' de Rossini (Non più mesta)
3. Introdução e variações sobre um tema do 'Moisés' de Rossini (Dal tuo stellato soglio)
4. Introdução e variações sobre um tema do 'Tancredi' de Rossini (Di tanti palpiti)
5. Maestoso Sonata Sentimentale (Variações sobre o Hino Nacional Austríaco)
6. Variações sobre God Save the King, Op. 9

#### Obras Diversas
1. Perpetuela (Sonata Movimento Perpetuo)
2. La Primavera
3. Sonata con variazioni (Sonata Militaire)
4. Sonata Napoleão
5. Romanze em Lá menor
6. Tarantella em Lá menor
7. Grande Sonata para violino e violão em Lá maior
8. Sonata para Viola em Dó menor
9. Sonata em Dó para violino solo

## Obras inspiradas por Paganini
- Aria - "Playing with Fire" conta a história do violinista
- Angra - A faixa-título de Angels Cry apresenta um breve arranjo de "Caprice no. 24"
- James Barnes – Fantasy Variations on a Theme by Niccolo Paganini
- Michael Angelo Batio – No Boundaries
- Jason Becker - Perpetual Burn
- Hector Berlioz - Harold In Italy foi originalmente encomendado por Paganini como uma peça virtuosa para si mesmo, mas não teve sua aprovação.
- Mario Castelnuovo-Tedesco − Capriccio Diabolico para violão clássico é uma homenagem a Paganini, e cita "La campanella"
- Frédéric Chopin − Souvenir de Paganini para piano solo (1829; publicado postumamente)
- Luigi Dallapiccola – Sonatina canônica em mi bemolle maggiore su "Capricci" de Niccolò Paganini, for piano (1946)
- Bela Fleck − "Moto Perpetuo (Bluegrass version)", de Fleck's 2001 álbum Perpetual Motion, que também contém uma versão mais padrão da peça
- Fritz Kreisler − Paganini Concerto in D Major (paráfrase recomposta do primeiro movimento Op. 6 Concerto) para violino e orquestra
- Johann Nepomuk Hummel - Fantasia para piano em dó maior "Souvenir de Paganini", WoO 8, S. 190.
- Franz Lehár − Paganini, a fictionalized operetta about Paganini (1925)
- Franz Liszt − Six Grandes Études de Paganini, S.141 for solo piano (1851) (arranjos, incluindo o 24º, e La Campanella do Concerto para Violino No. 2)
- Yngwie Malmsteen – O Concerto de violino No. 4 foi usado na abertura de "Far Beyond the Sun" no álbum Trial By Fire: Live in Leningrad. Caprice No. 24 foi usada como parte do solo da canção "Prophet of Doom" de seu álbum War to End All Wars.
- Cesare Pugni - The Pas de deux from his ballet Satanella borrows themes from Paganini's Carnevale di Venezia, Op.10
- Nathan Milstein − Paganiniana, um arranjo - Nr. 24
- George Rochberg − Caprice Variations (1970), 50 variações para violino solo
- Uli Jon Roth − "Scherzo Alla Paganini" and "Paganini Paraphrase"
- Robert Schumann − Studies after Caprices by Paganini, Op.3 (1832; piano); 6 Estudos de Concerto, Op.10 (1833, piano). Um movimento de seu trabalho para piano "Carnaval" (Op. 9) é nomeado para Paganini.
- Marilyn Shrude − Renewing the Myth para saxofone e piano
- Philip Wilby - Paganini Variations, para banda de sopro
- Steve Vai − "Eugene's Trick Bag" para o filme Crossroads. Caprice Nr. 5
- Eugène Ysaÿe − Paganini variations for violin and piano
- Rachmaninoff - Rapsódia Sobre Um Tema de Paganini
- BlackPink - "La Campanella" é utilizado como base em praticamente toda a faixa de "Shut Down"

## Homenagens
- Um pequeno asteroide (2859 Paganini) descoberto em 1978 pelo astrônomo soviético Nikolai Stepanovich Chernykh tem o seu nome.[9]
- Em 1989, foi lançado o filme de terror ficcional Paganini Horror, dirigido por Luigi Cozzi.
- Em Once Upon a Time, Paganini é referido como uma das preferências de Hades.
- A banda de Death e Black Metal Belphegor, em sua música "The Devil's Son", dedica a sua obra à Niccolò Paganini.
- O personagem Antônio Paganini de Identity V faz referência à Paganini